# Đội tuyển bóng đá bãi biển quốc gia Thái Lan
Đội tuyển bóng đá bãi biển quốc gia Thái Lan đại diện Thái Lan ở các giải thi đấu bóng đá bãi biển quốc tế và được điều hành bởi Hiệp hội bóng đá Thái Lan, cơ quan quản lý bóng đá ở Thái Lan.

## Thành tích giải

### Giải vô địch bóng đá bãi biển thế giới
| Năm       | Vòng                     | St                       | W                        | W+                       | B                        | BT                       | BB                       | HS                       |
| --------- | ------------------------ | ------------------------ | ------------------------ | ------------------------ | ------------------------ | ------------------------ | ------------------------ | ------------------------ |
| 1995      | Không tham dự            | Không tham dự            | Không tham dự            | Không tham dự            | Không tham dự            | Không tham dự            | Không tham dự            | Không tham dự            |
| 1996      | Không tham dự            | Không tham dự            | Không tham dự            | Không tham dự            | Không tham dự            | Không tham dự            | Không tham dự            | Không tham dự            |
| 1997      | Không tham dự            | Không tham dự            | Không tham dự            | Không tham dự            | Không tham dự            | Không tham dự            | Không tham dự            | Không tham dự            |
| 1998      | Không tham dự            | Không tham dự            | Không tham dự            | Không tham dự            | Không tham dự            | Không tham dự            | Không tham dự            | Không tham dự            |
| 1999      | Không tham dự            | Không tham dự            | Không tham dự            | Không tham dự            | Không tham dự            | Không tham dự            | Không tham dự            | Không tham dự            |
| 2000      | Không tham dự            | Không tham dự            | Không tham dự            | Không tham dự            | Không tham dự            | Không tham dự            | Không tham dự            | Không tham dự            |
| 2001      | Không tham dự            | Không tham dự            | Không tham dự            | Không tham dự            | Không tham dự            | Không tham dự            | Không tham dự            | Không tham dự            |
| 2002      | Hạng tư                  | 5                        | 2                        | 0                        | 3                        | 14                       | 21                       | –7                       |
| 2003      | Không tham dự            | Không tham dự            | Không tham dự            | Không tham dự            | Không tham dự            | Không tham dự            | Không tham dự            | Không tham dự            |
| 2004      | Không tham dự            | Không tham dự            | Không tham dự            | Không tham dự            | Không tham dự            | Không tham dự            | Không tham dự            | Không tham dự            |
| 2005      | Hạng 11                  | 2                        | 0                        | 0                        | 2                        | 3                        | 13                       | –10                      |
| 2006      | Không tham dự            | Không tham dự            | Không tham dự            | Không tham dự            | Không tham dự            | Không tham dự            | Không tham dự            | Không tham dự            |
| 2007      | Không tham dự            | Không tham dự            | Không tham dự            | Không tham dự            | Không tham dự            | Không tham dự            | Không tham dự            | Không tham dự            |
| 2008      | Không tham dự            | Không tham dự            | Không tham dự            | Không tham dự            | Không tham dự            | Không tham dự            | Không tham dự            | Không tham dự            |
| 2009      | Không tham dự            | Không tham dự            | Không tham dự            | Không tham dự            | Không tham dự            | Không tham dự            | Không tham dự            | Không tham dự            |
| 2011      | Không tham dự            | Không tham dự            | Không tham dự            | Không tham dự            | Không tham dự            | Không tham dự            | Không tham dự            | Không tham dự            |
| 2013      | Không vượt qua vòng loại | Không vượt qua vòng loại | Không vượt qua vòng loại | Không vượt qua vòng loại | Không vượt qua vòng loại | Không vượt qua vòng loại | Không vượt qua vòng loại | Không vượt qua vòng loại |
| 2015      | Không vượt qua vòng loại | Không vượt qua vòng loại | Không vượt qua vòng loại | Không vượt qua vòng loại | Không vượt qua vòng loại | Không vượt qua vòng loại | Không vượt qua vòng loại | Không vượt qua vòng loại |
| 2017      | Chưa xác định            | Chưa xác định            | Chưa xác định            | Chưa xác định            | Chưa xác định            | Chưa xác định            | Chưa xác định            | Chưa xác định            |
| Tổng cộng | Tốt nhất: Hạng tư        | 7                        | 2                        | 0                        | 5                        | 17                       | 34                       | –17                      |

### Giải vô địch bóng đá bãi biển châu Á
| Năm       | Vòng              | St            | W             | W+            | B             | BT            | BB            | width=35HS    |
| --------- | ----------------- | ------------- | ------------- | ------------- | ------------- | ------------- | ------------- | ------------- |
| 2006      | Không tham dự     | Không tham dự | Không tham dự | Không tham dự | Không tham dự | Không tham dự | Không tham dự | Không tham dự |
| 2007      | Không tham dự     | Không tham dự | Không tham dự | Không tham dự | Không tham dự | Không tham dự | Không tham dự | Không tham dự |
| 2008      | Không tham dự     | Không tham dự | Không tham dự | Không tham dự | Không tham dự | Không tham dự | Không tham dự | Không tham dự |
| 2009      | Không tham dự     | Không tham dự | Không tham dự | Không tham dự | Không tham dự | Không tham dự | Không tham dự | Không tham dự |
| 2011      | Không tham dự     | Không tham dự | Không tham dự | Không tham dự | Không tham dự | Không tham dự | Không tham dự | Không tham dự |
| 2013      | Hạng 13           | 3             | 0             | 0             | 3             | 6             | 11            | –5            |
| 2015      | Hạng 13           | 2             | 0             | 0             | 2             | 3             | 11            | –8            |
| 2017      | Chưa rõ           | Chưa rõ       | Chưa rõ       | Chưa rõ       | Chưa rõ       | Chưa rõ       | Chưa rõ       | Chưa rõ       |
| Tổng cộng | Tốt nhất: Hạng 13 | 5             | 0             | 0             | 5             | 9             | 22            | –13           |

### Đại hội thể thao bãi biển châu Á
| Năm       | Vòng             | St      | W       | W+      | B       | BT      | BB      | width=35HS |
| --------- | ---------------- | ------- | ------- | ------- | ------- | ------- | ------- | ---------- |
| 2008      | Vòng bảng        | 3       | 0       | 1       | 2       | 7       | 11      | –4         |
| 2010      | Vòng bảng        | 3       | 0       | 0       | 3       | 8       | 29      | –21        |
| 2012      | Vòng bảng        | 3       | 1       | 0       | 2       | 4       | 8       | –4         |
| 2014      | Tứ kết           | 6       | 4       | 0       | 2       | 19      | 15      | +4         |
| 2016      | Tứ kết           | 3       | 2       | 0       | 1       | 10      | 7       | +3         |
| 2018      | Chưa rõ          | Chưa rõ | Chưa rõ | Chưa rõ | Chưa rõ | Chưa rõ | Chưa rõ | Chưa rõ    |
| Tổng cộng | Tốt nhất: Tứ kết | 18      | 7       | 1       | 10      | 48      | 70      | –22        |

### Giải vô địch Đông Nam Á
| Năm       | Vòng             | St | W | W+ | B | BT | BB | HS  |
| --------- | ---------------- | -- | - | -- | - | -- | -- | --- |
| 2014      | Hạng ba          | 5  | 4 | 0  | 1 | 19 | 14 | +5  |
| 2018      | Á quân           | 5  | 4 | 0  | 1 | 25 | 16 | +9  |
| Tổng cộng | Tốt nhất: Á quân | 10 | 8 | 1  | 2 | 42 | 26 | +16 |

## Đội hình
Tính đến tháng 10 năm 2014.
Ghi chú: Quốc kỳ chỉ đội tuyển quốc gia được xác định rõ trong điều lệ tư cách FIFA. Các cầu thủ có thể giữ hơn một quốc tịch ngoài FIFA.
| Số | VT | Quốc gia | Cầu thủ            |
| -- | -- | -------- | ------------------ |
| 1  | TM | Thái Lan | Chukiat Chimwong   |
| 2  |    | Thái Lan | Prakit Dankhunthod |
| 3  |    | Thái Lan | Natee Jeepon       |
| 4  | HV | Thái Lan | Kittin Lorjanad    |
| 5  | HV | Thái Lan | Pongsak Khongkaew  |
| 6  | TV | Thái Lan | Manus Madtoha      |
| 7  | TV | Thái Lan | Piyapong Songpiew  |

| Số | VT | Quốc gia | Cầu thủ                |
| -- | -- | -------- | ---------------------- |
| 8  |    | Thái Lan | Keerati Jongsatisatean |
| 9  |    | Thái Lan | Tanandon Praracha      |
| 10 | TĐ | Thái Lan | Komkrit Nanan          |
| 11 |    | Thái Lan | Chattana               |
| 12 |    | Thái Lan | Parinya Pandee         |
| 13 | TV | Thái Lan | Vitoon Tapinna         |
| 14 |    | Thái Lan | Anuphong Pramanee      |

Huấn luyện viên: Abolfazl Khodabandehloo